# Natula pravdini
Natula pravdini är en insektsart som först beskrevs av Andrej Vasiljevitj Gorochov 1985.  Natula pravdini ingår i släktet Natula och familjen syrsor. Inga underarter finns listade i Catalogue of Life.